# Джонсон (Небраска)
Джонсон (англ. Johnson) — селище (англ. village) в США, в окрузі Немага штату Небраска. Населення — 309 осіб (2020).

## Географія
Джонсон розташований за координатами 40°24′39″ пн. ш. 95°59′56″ зх. д. / 40.41083° пн. ш. 95.99889° зх. д. (40.410731, -95.998978).  За даними Бюро перепису населення США в 2010 році селище мало площу 0,47 км², уся площа — суходіл. В 2017 році площа становила 0,57 км², уся площа — суходіл.

## Демографія
Згідно з переписом 2010 року, у селищі мешкало 328 осіб у 151 домогосподарстві у складі 96 родин. Густота населення становила 702 особи/км².  Було 169 помешкань (362/км²).
Расовий склад населення:
| - 96,0 % — білих - 0,3 % — корінних американців - 0,3 % — азіатів - 1,5 % — осіб інших рас |

До двох чи більше рас належало 1,8 %. Частка іспаномовних становила 3,7 % від усіх жителів.
За віковим діапазоном населення розподілялося таким чином: 25,3 % — особи молодші 18 років, 49,7 % — особи у віці 18—64 років, 25,0 % — особи у віці 65 років та старші. Медіана віку мешканця становила 40,8 року. На 100 осіб жіночої статі у селищі припадало 76,3 чоловіків;  на 100 жінок у віці від 18 років та старших — 72,5 чоловіків також старших 18 років.
Середній дохід на одне домашнє господарство  становив 57 184 долари США (медіана — 41 875), а середній дохід на одну сім'ю — 85 956 доларів (медіана — 76 563). За межею бідності перебувало 14,2 % осіб, у тому числі 20,9 % дітей у віці до 18 років та 19,5 % осіб у віці 65 років та старших.
Цивільне працевлаштоване населення становило 174 особи. Основні галузі зайнятості: освіта, охорона здоров'я та соціальна допомога — 28,7 %, транспорт — 13,8 %, роздрібна торгівля — 11,5 %.